# Meienberg
Meienberg est une localité et une ancienne ville médiévale situé sur le territoire de la commune argovienne de Sins, en Suisse.

## Histoire
Citée pour la première fois par écrit en 1247 sous le nom de Meigenberch, la ville est fondée avant 1247 par les Habsbourg et devient un bailliage en 1273 avec une dizaine de villages environnants. La ville fut presque entièrement incendiée le 29 janvier 1384 par les confédérés lors de la bataille de Sempach et ne retrouvera jamais son statut d'en-temps.
Rattaché au canton de Lucerne en 1415, la ville devient le centre administratif du bailliage commun des Freie Ämter en 1425. Elle revint au canton d'Argovie lors de la création de celui-ci, en 1798.

## Monuments
L'Amtshaus (résidence officielle siège administratif et judiciaire du bailliage) est inscrite comme bien culturel d'importance nationale, alors que la chapelle de Saint-Éloi est répertoriée comme bien culturel d'importance régionale.

## Source
- (de) Cet article est partiellement ou en totalité issu de l’article de Wikipédia en allemand intitulé « Meienberg (Sins) » (voir la liste des auteurs).